# کوشارلار (گرگر)
کوشارلار (به ترکی استانبولی: Koşarlar) (به کردی: Nırin) یک منطقهٔ مسکونی کردنشین در ترکیه است که در گرگر، آدیامان واقع شده‌است.